# Nikolai Michailowitsch Schmakow
Nikolai Michailowitsch Schmakow (russisch: Николай Шмаков; * 1936?; † 1993) war ein sowjetischer Ringer und Weltmeister 1965 im griechisch-römischen Stil im Schwergewicht.

## Werdegang
Nikolai Schmakow begann als Jugendlicher mit dem Ringen. Er gehörte der Sportorganisation Spartak an und war seit Mitte der 1950er Jahre ein Schwergewichtler, der ausschließlich im griech.-röm. Stil rang. Um 1960 beherrschte in der Sowjetunion Iwan Bogdan das Geschehen auf der Matte in der Schwergewichtsklasse, der 1961 letztmals Weltmeister wurde. Nikolai Schmakow kämpfte mit Anatoli Roschtschin und Anatoli Kotschnew um dessen Nachfolge. Dieses Duell wurde letztendlich von Anatoli Roschtschin gewonnen, aber von 1965 bis 1967 kam auch Nikolai Schmakow zu mehreren Einsätzen bei internationalen Meisterschaften und wurde 1965 in Tampere sogar Weltmeister im Schwergewicht. Dass er nicht mehr internationale Titel gewann, lag einerseits an dem ungarischen Newcomer István Kozma, der Nikolai Schmakow bei der Weltmeisterschaft 1966 in Toledo/USA und bei der Europameisterschaft in Minsk besiegte und jeweils auf den 2. Platz verwies und andererseits, wie schon erwähnt, an Anatoli Roschtschin, der ab 1968 in der Sowjetunion der beste Schwergewichtsringer war.
Nikolai Schmakow machte 1961 durch seinen Sieg im Schwergewicht auf der Spartakiade der Gewerkschaften erstmals auf sich aufmerksam. Im gleichen Jahr wurde er auch dritter Sieger bei der sowjetischen Meisterschaft hinter Iwan Bogdan und Anatoli Roschtschin. Meister der Sowjetunion wurde er 1965.

## Internationale Erfolge
| Jahr | Platz | Wettbewerb                               | Gewichtsklasse | Ergebnisse |
| 1961 | 1.    | Gewerkschafts-Spartakiade                | Schwer         | |
| 1962 | 1.    | "Werner-Seelenbinder"-Turnier in Leipzig | Schwer         | vor Miroslaw Citakovic, Jugoslawien, Bohumil Kubát, CSSR, Milic Stojkovis, Jugoslawien u. Ragnar Svensson, Schweden                                                             |
| 1965 | 1.    | "Iwan-Poddubny"-Turnier in Moskau        | Schwer         | vor Anatoli Roschtschin, UdSSR u. Roland Bock, BRD |
| 1965 | 1.    | WM in Tampere                            | Schwer         | mit Siegen über Ragnar Svensson, Arje Nadbornik, Finnland, Petr Kment, CSSR, Radoslaw Kassabow, Bulgarien u. István Kozma, Ungarn                                               |
| 1966 | 2.    | WM in Toledo/USA                         | Schwer         | mit Siegen über Ryszard Dlugosz, Polen, Radoslaw Kassabow, Ragnar Svensson, Osmo Hekkala, Finnland u. Peter Kment u. einer Niederlage gegen István Kozma                        |
| 1967 | 2.    | EM in Minsk                              | Schwer         | mit Siegen über Giyasettin Yilmaz, Türkei, Lennart Eriksson, Schweden, Constantin Bosoiu, Rumänien, Wilfried Dietrich, BRD u. Petr Kment u. einer Niederlage gegen István Kozma |
| 1970 | 1.    | Klippan-Turnier                          | Schwer         | vor Horst Schwarz, BRD und Arne Robertsson, Schweden |

## Sowjetische Meisterschaften
| Jahr | Platz | Gewichtsklasse                                     | Ergebnisse |
| 1961 | 3.    | hinter Iwan Bogdan und Anatoli Roschtschin         |            |
| 1962 | 2.    | hinter Anatoli Roschtschin, vor A. Abramjan        |            |
| 1963 | 2.    | hinter Anatoli Roschtschin, vor T. Chantarischwili |            |
| 1964 | 1.    | vor Anatoli Roschtschin und Wladimir Schkaran      |            |
| 1965 | 1.    | vor Anatoli Roschtschin und Wladimir Schkaran      |            |
| 1966 | 1.    | vor Anatoli Kochniew und Alexander Podjunksi       |            |
| 1967 | 2.    | hinter Anatoli Roschtschin, vor Waleri Anissimow   |            |
| 1969 | 1.    | vor Wladimir Susnietsch und N. Schewtschenko       |            |

Erläuterungen
- alle Wettbewerbe im griechisch-römischen Stil
- WM = Weltmeisterschaft, EM = Europameisterschaft
- Schwergewicht, bis 1961 über 87 kg, ab 1962 über 97 kg Körpergewicht

## Länderkämpfe
1964 erzielte Nikolai Schmakow bei drei Länderkämpfen der Sowjetunion gegen Italien in Savona, Neapel und Florenz drei Siege über Marcucci.

## Weblink
Profil von Nikolai Schmakow bei United World Wrestling
| Personendaten    | Personendaten                    |
| ---------------- | -------------------------------- |
| NAME             | Schmakow, Nikolai Michailowitsch |
| ALTERNATIVNAMEN  | Schmakow, Nikolai                |
| KURZBESCHREIBUNG | sowjetischer Ringer              |
| GEBURTSDATUM     | unsicher: 1936                   |
| STERBEDATUM      | 1993                             |